# Fay van der Elst
Fay van der Elst (Blaricum, 7 februari 1998) is een Nederlands hockeyer die sinds 2020 uitkomt voor Amsterdam. Ze begon met hockeyen bij HGC en stapte in 2015 over naar HDM.
Met Amsterdam won ze verschillende landstitels en de Euro Hockey League in 2022 en 2024.
Van der Elst debuteerde in december 2023 voor Oranje in een Hockey Pro League-wedstrijd tegen Groot-Brittannië in Argentinië.

## Erelijst
Club
 Euro Hockey League 2022
 Euro Hockey League 2024
Nationale team
 Europees kampioenschap onder 21 - 2017
 Europees kampioenschap onder 21 - 2019
 Hockey Pro League 2023-24
 Hockey Pro League 2024-25
 Europees kampioenschap 2025